# Flugplatz Stechow-Ferchesar

i7
i11
i13
Der Flugplatz Stechow-Ferchesar (ICAO-Code: EDUA) ist ein Sonderlandeplatz im Landkreis Havelland. Er verfügt über eine 690 Meter lange und 40 Meter breite Graspiste und ist für Segelflugzeuge, Motorsegler, Ultraleichtflugzeuge und Motorflugzeuge mit einem Höchstabfluggewicht von bis zu zwei Tonnen zugelassen.